# Haicheng (Anshan)
Koordinaten: 40° 51′ N, 122° 44′ O
Haicheng (chinesisch 海城市, Pinyin Hǎichéng Shì) ist eine kreisfreie Stadt, die zum Verwaltungsgebiet der bezirksfreien Stadt Anshan in der nordostchinesischen Provinz Liaoning gehört. Die Stadt hat eine Fläche von 2.576 km² und zählt 1.067.905 Einwohner (Stand: Zensus 2020).
Die paläolithische Xianrendong-Stätte von Haicheng (Haicheng Xianrendong yizhi 海城仙人洞遗址) und die bronzezeitlichen Dolmen von Ximucheng (Ximucheng shipeng 析木城石棚) stehen seit 2001 auf der Liste der Denkmäler der Volksrepublik China.
Die große Haicheng-Magnesit-Lagerstätte befindet sich auf ihrem Gebiet.

## Persönlichkeiten
- Li Chuncheng (* 1956), Politiker